# Philodromus kendrabatai
Philodromus kendrabatai là một loài nhện trong họ Philodromidae.
Loài này thuộc chi Philodromus. Philodromus kendrabatai được Benoy Krishna Tikader miêu tả năm 1966.